# Latvijas Virslīga (2017/2018)
Sezon Optibet Hokeja Līga rozegrany został na przełomie 2017 i 2018 roku jako 37. sezon rozgrywek o mistrzostwo Łotwy w hokeju na lodzie. Do rozgrywek przystąpiło sześć drużyn. Obrońcą tytułu była drużyna HK Kurbads, która w finale poprzednich rozgrywek pokonała HK Mogo.

## Sezon zasadniczy
Sezon zasadniczy rozpoczął się 9 września 2017 roku, a zakończył 27 lutego 2018 roku. Uczestniczyło w nim sześć drużyn, które rozegrały po 30 spotkań.
| Poz. | Drużyna    | M  | Pkt. | Z  | ZpD | PpD | P  | G+  | G-  | +/- |
| ---- | ---------- | -- | ---- | -- | --- | --- | -- | --- | --- | --- |
| 1    | HK Mogo    | 30 | 72   | 21 | 4   | 1   | 4  | 147 | 74  | 73  |
| 2    | HK Liepāja | 30 | 60   | 17 | 3   | 3   | 7  | 144 | 94  | 50  |
| 3    | HK Kurbads | 30 | 59   | 17 | 2   | 4   | 7  | 131 | 75  | 56  |
| 4    | HK Zemgale | 30 | 45   | 12 | 4   | 1   | 13 | 87  | 94  | -7  |
| 5    | HS Rīga    | 30 | 19   | 3  | 3   | 4   | 20 | 82  | 168 | -86 |
| 6    | HK Prizma  | 30 | 15   | 3  | 1   | 4   | 22 | 55  | 141 | -86 |

Legenda:
- = Awans do rundy play-off

## Faza play-off
Faza play-off w rozgrywkach łotewskiej ligi hokejowej w sezonie 2017/2018 rozpoczęła się 24 lutego 2018 roku, a zakończyła 17 marca 2018 roku. Uczestniczyły w niej drużyny z miejsc od 1 do 4 sezonu zasadniczego. Drużyna, która zajęła w sezonie zasadniczym wyższe miejsce, miały przywilej roli gospodarza ewentualnego siódmego meczu w rywalizacji. Przy tym mistrz sezonu zasadniczego, będzie mógł być ewentualnie zawsze gospodarzem siódmego meczu. 
Wszystkie dwie rundy rozgrywane były w formule do czterech zwycięstw według schematu: 1-1-1-1-1-1-1 (co oznacza, że klub wyżej rozstawiony rozgrywał w roli gospodarza mecze nr 1., 3. oraz ewentualnie 5. i 7.). Niżej rozstawiona drużyna będzie rozgrywała w swojej hali mecz nr 2., 4. i ewentualnie 6. 
Runda półfinałowa
- HK Liepāja - HK Kurbads 1:4 (5:2, 3:5, 1:6, 3:5, 2:4)
- HK Mogo - HK Zemgale 2:4 (2:10, 2:3 d., 3:1, 6:4, 3:4, 2:5)

Runda finałowa
- HK Kurbads - HK Zemgale 4:0 (3:2 d., 4:1, 6:1, 1:0)